# Атласне дерево

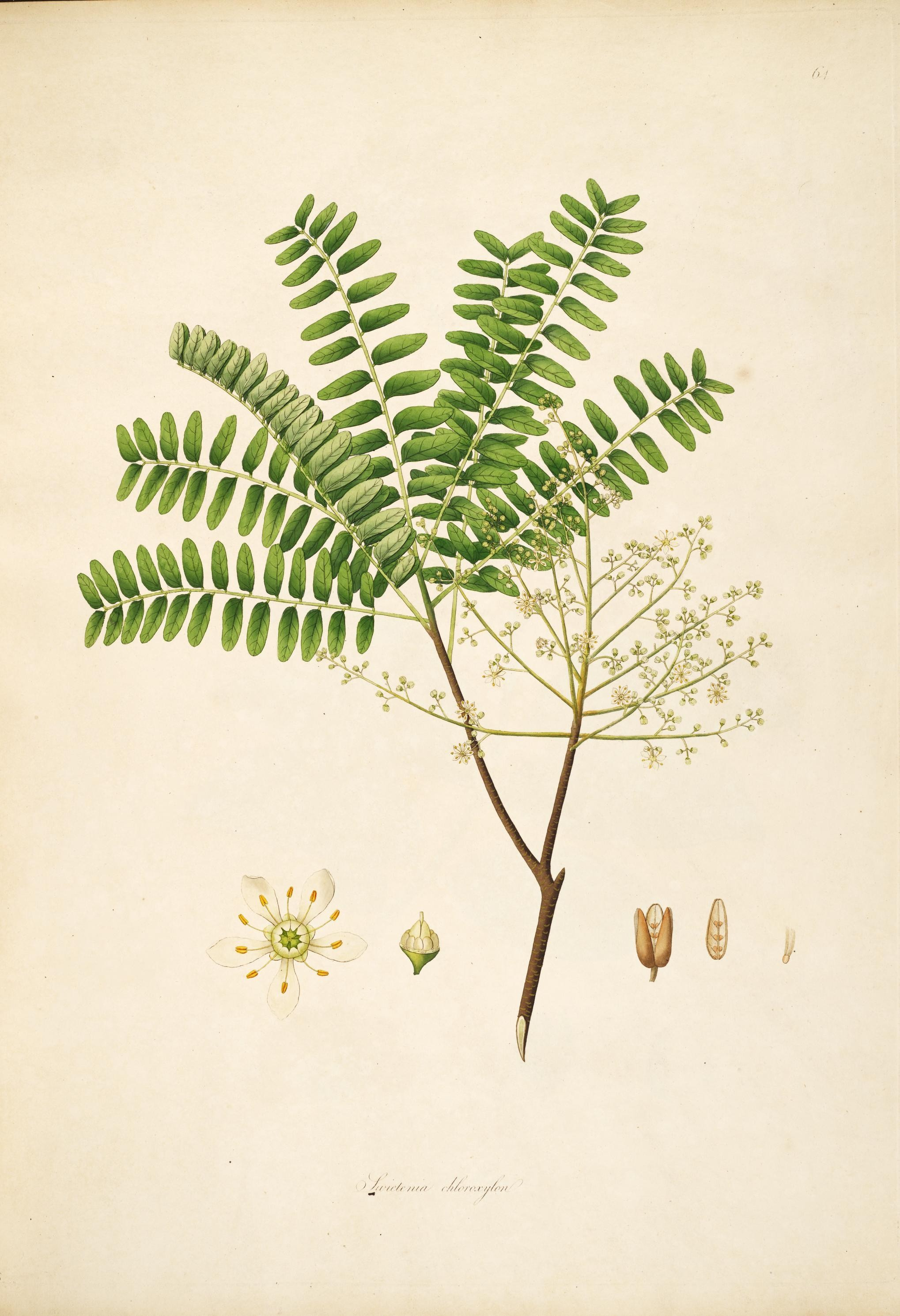
Chloroxylon swietenia 18th century illustration flora of the coast of Coromandel Coast India Plants

А́тласне де́рево (сати́нове де́рево) — сорт деревини жовтого, червоного і коричневого кольорів. Назва кількох родів і окремих видів дерев род. рутових (лат. Rutaceae) і деяких ін.

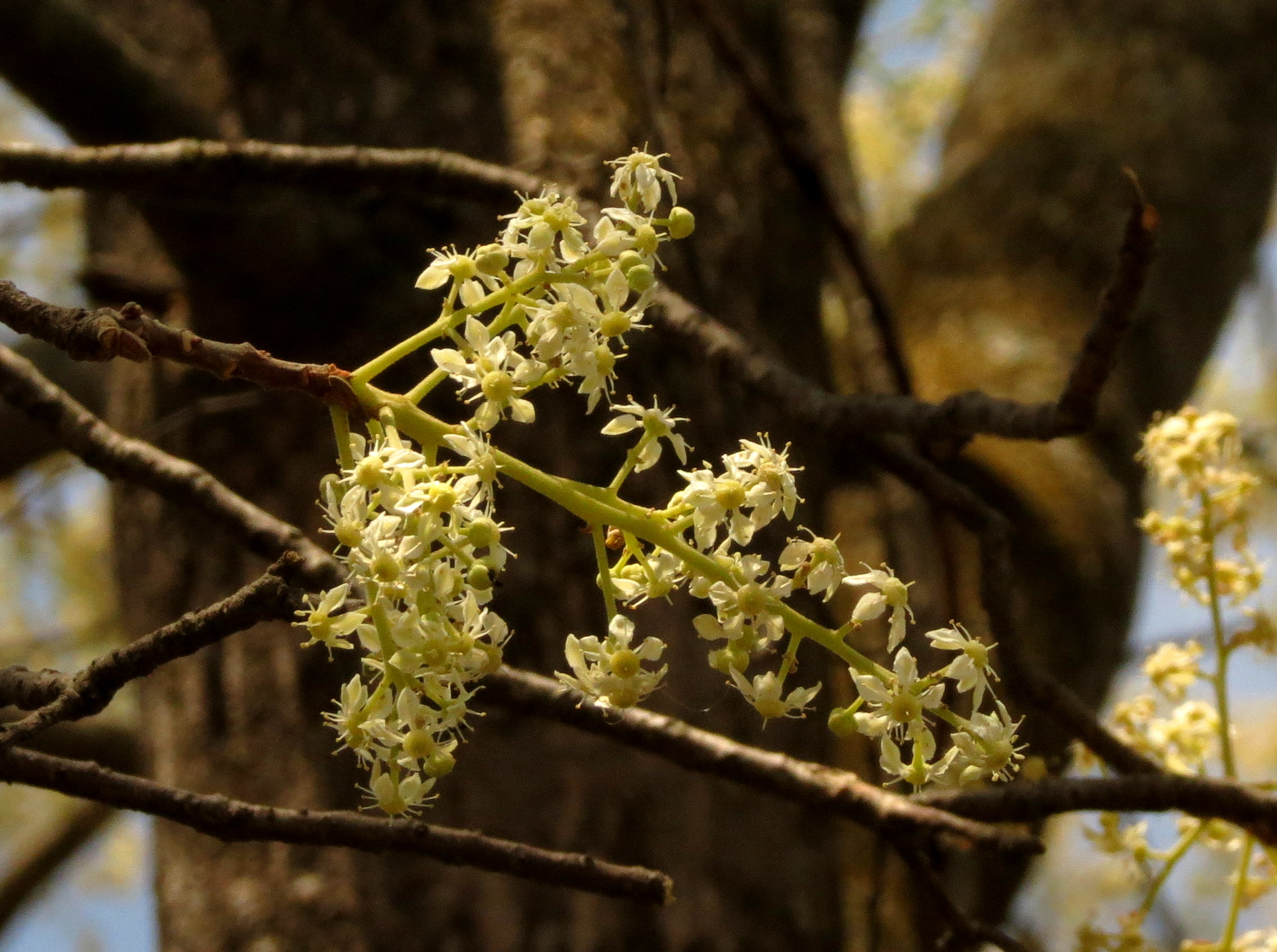
Chloroxylon swietenia з квітками

Найчастіше атласне дерево називають види роду мерея (Murraya), поширеного в Індії, Бірмі, Китаї, Австралії та на островах Тихого океану. В Індії і на Цейлоні росте «індійське атласне дерево» (Chloroxylon swietenia) з род. Rutaceae.
Деревина атласного дерева має красивий рисунок, щільна, тверда, добре полірується, використовується на виготовлення меблів, деталей машин тощо.